# Josip Drmić
Josip Drmić (Lachen, 8 de agosto de 1992) es un futbolista suizo que juega de delantero.

## Trayectoria
Formado en las categorías inferiores del Zürich debutó con el primer equipo el 6 de febrero de 2010, saliendo desde el banquillo en un encuentro frente al Neuchâtel Xamax FC. Marcó su primer tanto en la Superliga de Suiza el 4 de febrero de 2012 en un partido que enfrentaba a su club con el F. C. Luzern y que finalizó con empate a un gol.
En verano de 2013 fichó por el 1. F. C. Núremberg de la 1. Bundesliga alemana por 2.2 millones de euros. A pesar de marcar 17 goles en 33 partidos de liga, no pudo salvar a su equipo del descenso, si bien le sirvió para fichar por el Bayer Leverkusen a cambio de unos 6 millones de euros y postularse como delantero titular de Suiza en el Mundial de Brasil.

### Selección nacional
Ha sido internacional con la selección de fútbol de Suiza en 35 ocasiones. Debutó con el combinado absoluto el 11 de septiembre de 2012 contra Albania en un partido de clasificación para la Copa Mundial de 2014, celebrado en Lucerna, que finalizó 2-0 a favor de los helvéticos. Anteriormente fue internacional con la selección de Suiza sub-19 y sub-21. 
Fue uno de los dieciocho integrantes del combinado nacional que participó en los Juegos Olímpicos de Londres 2012.
El 13 de mayo de 2014 el entrenador de la selección de Suiza, Ottmar Hitzfeld, lo incluyó en la lista oficial de 23 jugadores convocados para afrontar la Copa Mundial de Fútbol de 2014. Lo mismo sucedió el 4 de junio de 2018 con Vladimir Petković para la edición de ese año.
Aunque no fue titular en el torneo disputado en Rusia, marcó un gol contra Costa Rica en la primera fase, que sirvió para asegurar la clasificación a los octavos de final, donde fueron eliminados por Suecia.

### Goles como internacional
| #   | Fecha      | Lugar                                              | Rival      | Gol | Resultado | Competición                                          |
| --- | ---------- | -------------------------------------------------- | ---------- | --- | --------- | ---------------------------------------------------- |
| 1   | 5-03-2014  | AFG Arena, San Galo, Suiza                         | Croacia    | 1-0 | 2-2       | Amistoso                                             |
| 2   | 5-03-2014  | AFG Arena, San Galo, Suiza                         | Croacia    | 2-1 | 2-2       | Amistoso                                             |
| 3   | 30-05-2014 | Swissporarena, Lucerna, Suiza                      | Jamaica    | 1-0 | 1-0       | Amistoso                                             |
| 4.  | 18-12-2014 | Stadion Miejski, Breslavia, Polania                | Polonia    | 1–0 | 2–2       |                                                      |
| 5.  | 14-06-2015 | LFF Stadium, Vilnius, Lituania                     | Lituania   | 1–1 | 2–1       | Clasificatorias Euro 2016                            |
| 6.  | 5-09-2015  | St. Jakob-Park, Basel, Suiza                       | Eslovenia  | 1–2 | 3–2       | Clasificatorias Euro 2016                            |
| 7.  | 5-09-2015  | St. Jakob-Park, Basel, Suiza                       | Eslovenia  | 3–2 | 3–2       | Clasificatorias Euro 2016                            |
| 8.  | 13-12-2015 | Štadión Antona Malatinského, Trnava, Eslovaquia    | Eslovaquia | 2–3 | 2–3       | Amistoso                                             |
| 9.  | 25-03-2017 | Stade de Genève, Geneva, Suiza                     | Letonia    | 1–0 | 1–0       | Clasificación para la Copa Mundial de Fútbol de 2018 |
| 10. | 27-06-2018 | Estadio de Nizhni Nóvgorod, Nizhny Novgorod, Rusia | Costa Rica | 2–1 | 2–2       | Copa Mundial de Fútbol de 2018                       |

#### Participaciones en Copas del Mundo
| Mundial                        | Sede   | Resultado        |
| ------------------------------ | ------ | ---------------- |
| Copa Mundial de Fútbol de 2014 | Brasil | Octavos de final |
| Copa Mundial de Fútbol de 2018 | Rusia  | Octavos de final |

#### Participaciones en Juegos Olímpicos
| Torneo                              | Sede        | Resultado    |
| ----------------------------------- | ----------- | ------------ |
| Juegos Olímpicos de Londres de 2012 | Reino Unido | Primera fase |

## Clubes
| Club                       | País       | Año       |
| -------------------------- | ---------- | --------- |
| F. C. Zürich               | Suiza      | 2009-2013 |
| 1. F. C. Núremberg         | Alemania   | 2013-2014 |
| Bayer 04 Leverkusen        | Alemania   | 2014-2015 |
| Borussia Mönchengladbach   | Alemania   | 2015-2019 |
| Hamburgo S. V. (préstamo)  | Alemania   | 2016      |
| Norwich City F. C.         | Inglaterra | 2019-2022 |
| H. N. K. Rijeka (préstamo) | Croacia    | 2021-2022 |
| G. N. K. Dinamo Zagreb     | Croacia    | 2022-2024 |

## Palmarés

### Títulos nacionales
| Título                  | Club                   | País    | Año  |
| ----------------------- | ---------------------- | ------- | ---- |
| Supercopa de Croacia    | G. N. K. Dinamo Zagreb | Croacia | 2022 |
| Primera Liga de Croacia | G. N. K. Dinamo Zagreb | Croacia | 2023 |
| Supercopa de Croacia    | G. N. K. Dinamo Zagreb | Croacia | 2023 |
| Primera Liga de Croacia | G. N. K. Dinamo Zagreb | Croacia | 2024 |
| Copa de Croacia         | G. N. K. Dinamo Zagreb | Croacia | 2024 |